# Demografia Japoniei

Populaţia Japoniei 1872~

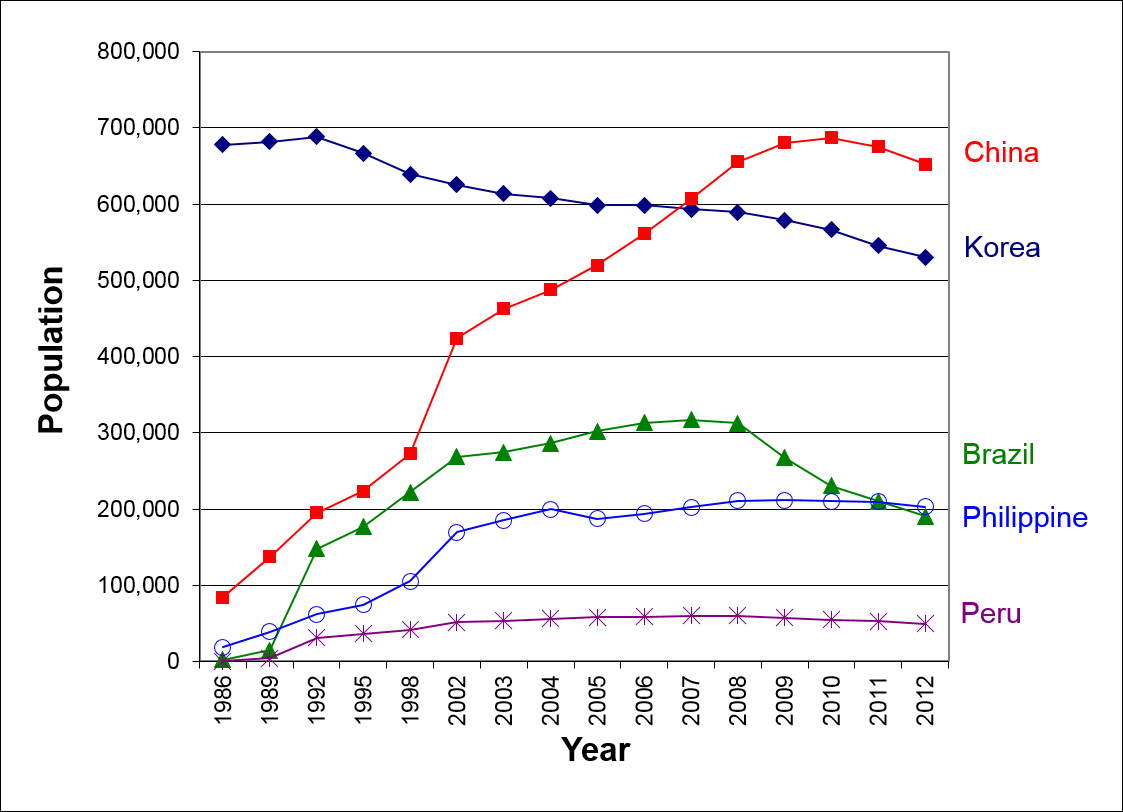
Populaţia imigrantă în Japonia ultimilor ani

În octombrie 2010 populația Japoniei era de 128.057.352 persoane, a zecea țară din lume din punct de vedere al numărului populației.
Japonia este cunoscută pentru omogenitatea etnică și lingvistică a populației sale, precum și pentru legile stricte de imigrație.
Japonia este o societate urbană (doar cca. 5% din populație fiind agricultori) concentrată în câteva enclave de-a lungul Oceanului Pacific, zona metropolitană Tokio-Yokohama (populație: 35 milioane) fiind cel mai mare oraș din lume.

## Limbi
Societatea japoneză, compusă în majoritate din rasa Yamato, este omogenă, cu mici populații de coreeni (cca. 0,6 mil.), chinezi/taiwanezi (0,5 mil.), brazilieni (0,3 mil.), filipinezi (0,25 mil.) etc.
Există și populații indigene (ainii și populația Insulelor Ryukyu), și minoritatea socială burakuminii.
Cetățenia japoneză se dă conform jus sanguinis, iar minorități care nu mai vorbesc limba țării de origine, cu toate că întrunesc condițiile pentru naturalizare japoneză, deseori continuă să fie rezidenți în Japonia fără a cere cetățenia japoneză. Totuși, cca. 10.000 de coreeni își iau cetățenia japoneză anual.

## Natalitatea
Natalitatea este de 7,65 ‰.

## Densitatea populației
Conform unui raport al Națiunilor Unite din 2005, densitatea populației era de 339 persoane/km², ceea ce face ca Japonia să fie pe locul 32 în lume.
Între 1955 și 1989 prețul terenurilor a crescut în cele 6 orașe majore cu 15.000% (12% pe an).

## Îmbătrânirea populației
În 1989 11,6% din populație era de peste 65 de ani, dar s-a calculat că această cifră va fi cca. 40% în 2055. Această îmbătrânire a populației va avea loc datorită natalității scăzute combinată cu mortalitate scăzută. 

## Migrația
În timpul expansiunii economice din anii 1950 și 1960, multe familii s-au mutat la oraș, unde era mai ușor de găsit lucru sau mai bune posibilități de școlarizare, ceea ce a dus la urbanizarea centrelor des populate în prezent (2009).
În anii 1980 a avut loc o migrație inversă, dar de mai mică amploare, unele familii părăsind zonele supraaglomerate metropolitane stabilindu-se în suburbii. În 1988, de exemplu, 500.000 de persoane s-au mutat din Tokio în alte localități..
În anii 1990 peste 600.000 de japonezi locuiau peste hotare, iar din 1880 peste un milion de japonezi au emigrat, în special în Statele Unite ale Americii și în Brazilia.